# Pier Jacopo Alari Bonacolsi
Pier Jacopo Alari-Bonacolsi (* 1460 in Mantua; † 1528 in Gazzuolo), genannt Il Antico,  war ein italienischer Bildhauer und Medailleur, über dessen Leben wenig bekannt ist. Den Beinamen Antico erhielt er, weil er seine Werke in einem antikisierenden Stil schuf. Abgesehen von Reisen nach Rom lebte er im Raum Mantua, wo er für die herzogliche Familie Gonzaga arbeitete. Er schuf eine große Anzahl von Bronzen, unter Verfeinerung der überkommenen Gusstechnik.

## Werke
- Merkur, Kunsthistorisches Museum, Wien.
- Kleinformatige Bronzekopie des Apoll von Belvedere, 1497/1498.
- Antoninus Pius, ca. 1524.